# Uszi (Witosza)
Uszi (bułg. Ушите) – szczyt masywu Witosza, w Bułgarii, o wysokości 1906 m n.p.m.